# Crash bandicoot (paleontologia)
Crash bandicoot è un marsupiale estinto, appartenente alla famiglia dei Peramelidi. Visse nel Miocene medio (circa 16 - 12 milioni di anni fa) e i suoi resti fossili sono stati ritrovati nella Riversleigh World Heritage Area, nel Queensland in Australia.

## Descrizione

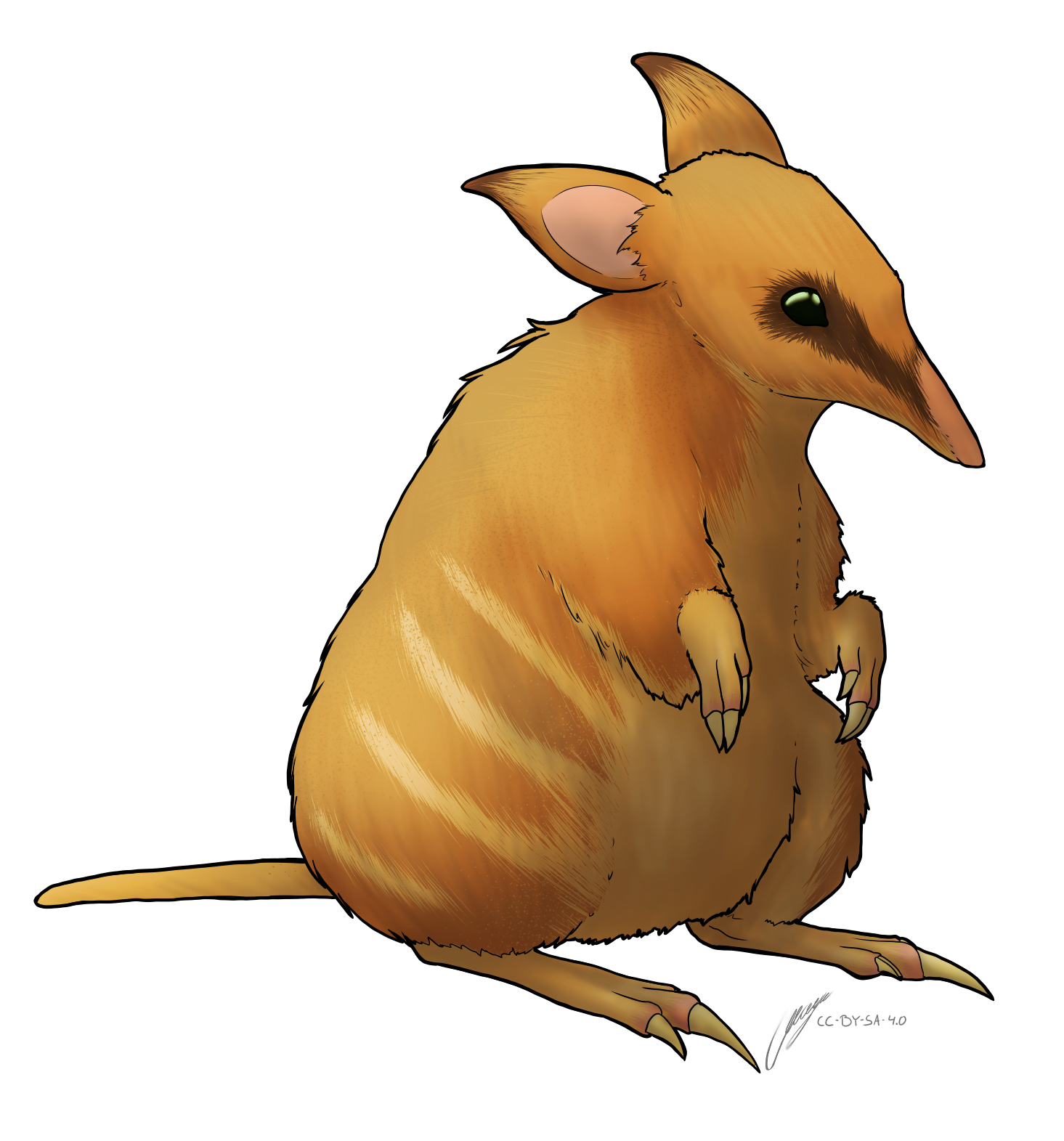
Ricostruzione artistica di Crash bandicoot

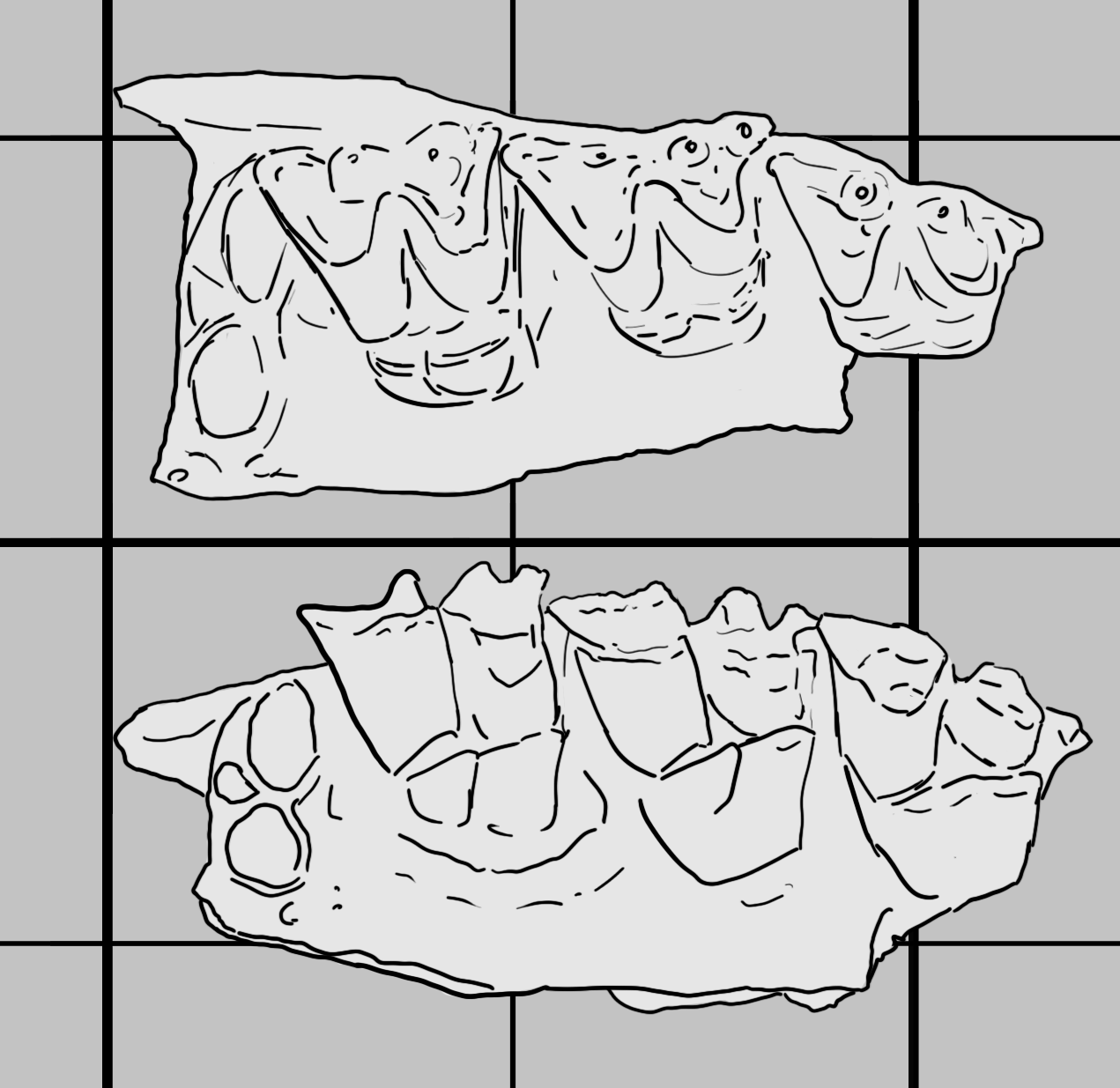
Resti fossili dell'olotipo di C. bandicoot

Questo animale è noto solo per materiali fossili estremamente ridotti, ovvero un frammento dell'osso mascellare destro che conserva tre molari interi e l'alveolo dentale di un quarto molare assente, ed è quindi impossibile ricostruirne adeguatamente le fattezze che doveva avere. Si può però dedurre l'aspetto probabile che doveva presentare attraverso un raffronto con animali simili, quindi con ogni probabilità Crash non doveva avere aspetto dissimile dagli attuali bandicoot della famiglia Peramelidae. Come questi ultimi, Crash era caratterizzato dallo sviluppo di un ipocono metaconulare, una centrocrista incompleta e un cingulum anteriore molto sviluppato.

## Classificazione
Crash bandicoot venne descritto per la prima volta nel 2014 sulla base di un fossile ritrovato in terreni risalenti al Miocene medio, nella zona di Riversleigh, in Australia. È considerato il più antico tra i peramelidi, la famiglia che attualmente include i ben noti bandicoot, dato che prima della sua scoperta i più antichi bandicoot fossili conosciuti erano Perameles allinghamensis e Perameles bowensis, entrambi risalenti al Pliocene. 
Il nome omaggia il protagonista dell'omonimo videogioco, Crash Bandicoot.